# Mobile21
Mobile21 är ett japanskt tv-spelsutvecklingsföretag som är ett samriskföretag mellan Nintendo och Konami grundat 1999. Mobile21 ägnar sin utveckling företrädesvis åt nästa generations Game Boy Advance-spel.